# Burns City (Indiana)
Pour les articles homonymes, voir Burns.
Burns City est une census-designated place située dans le comté de Martin, dans l’État de l'Indiana, aux États-Unis. Lors du recensement de 2020, elle compte 114 habitants.